# Sebastiania huallagensis
Espèce
Statut de conservation UICN

 VU D2 : Vulnérable
Sebastiania huallagensis est une espèce de plantes à fleurs de la famille des Euphorbiaceae.

## Publication originale
- Journal of the Arnold Arboretum 24: 177. 1943.